# Wustvieler Forst

Lage im Landkreis Schweinfurt

Der Wustvieler Forst ist ein 8,49 km² großes gemeindefreies Gebiet im Unterfränkischen Landkreis Schweinfurt im Steigerwald. Das Gebiet ist komplett bewaldet.

## Lage
Der Wustvieler Forst liegt nördlich der Gemeinde Rauhenebrach mit dem namensgebenden Ortsteil Wustviel. Die höchste Erhebung im gemeindefreien Gebiet ist ein namenloser Berg mit 473 m ü. NN. Im Wustvieler Forst liegt der Ursprung der Rauhen Ebrach.

## Kultur und Sehenswürdigkeiten

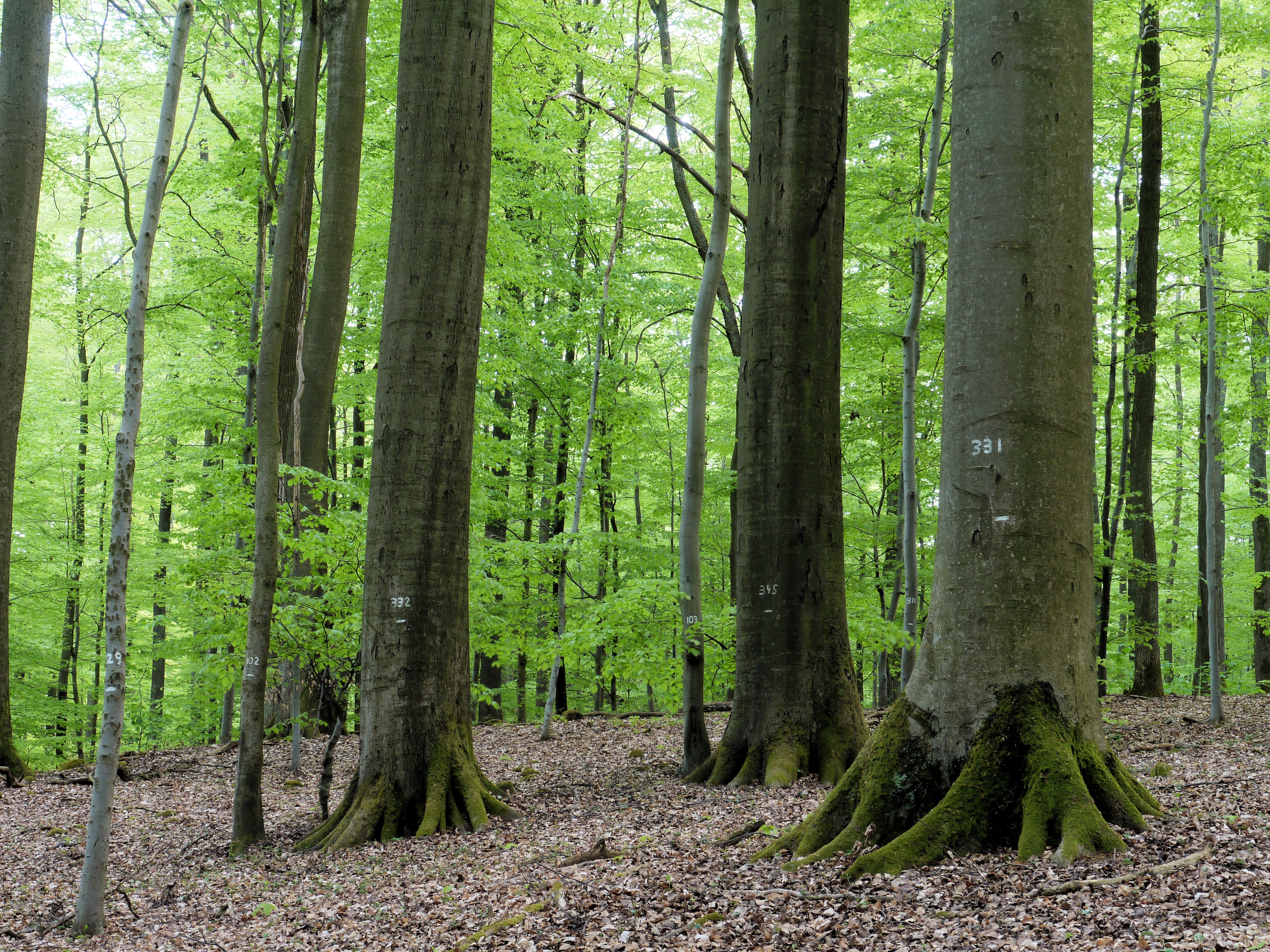
Altbuchen im Naturwaldreservat Kleinengelein

Das Waldgebiet Kleinengelein, ein ca. zwei Quadratkilometer großer ehemaliger Forstschulungswald, der forstwirtschaftlich nicht mehr genutzt wird. Im Rahmen der Diskussion um die Ausweisung eines Nationalparks im nördlichen Steigerwald wurde im Jahr 2010 eine Fläche von 53,7 ha als Naturwaldreservat unter Schutz gestellt.

## Nachbargemeinden
|                   | Hundelshausen (gemeindefreies Gebiet) |                       |
| Gemeinde Michelau |                                       |                       |
|                   |                                       | Gemeinde Rauhenebrach |